# Patay
Patay és un municipi francès, situat al departament del Loiret i a la regió de Centre – Vall del Loira. L'any 2007 tenia 2.074 habitants.

## Demografia

### Població
El 2007 la població de fet de Patay era de 2.074 persones. Hi havia 813 famílies, de les quals 230 eren unipersonals (115 homes vivint sols i 115 dones vivint soles), 260 parelles sense fills, 271 parelles amb fills i 52 famílies monoparentals amb fills.
La població ha evolucionat segons el següent gràfic:
Habitants censats

### Habitatges
El 2007 hi havia 906 habitatges, 829 eren l'habitatge principal de la família, 22 eren segones residències i 55 estaven desocupats. 669 eren cases i 237 eren apartaments. Dels 829 habitatges principals, 474 estaven ocupats pels seus propietaris, 335 estaven llogats i ocupats pels llogaters i 20 estaven cedits a títol gratuït; 20 tenien una cambra, 56 en tenien dues, 144 en tenien tres, 248 en tenien quatre i 362 en tenien cinc o més. 704 habitatges disposaven pel capbaix d'una plaça de pàrquing. A 392 habitatges hi havia un automòbil i a 346 n'hi havia dos o més.

### Piràmide de població
La piràmide de població per edats i sexe el 2009 era:
| Homes | Edats   | Dones |
| ----- | ------- | ----- |
| 0     | 95 o +  | 16    |
| 7     | 90 a 94 | 9     |
| 24    | 85 a 89 | 36    |
| 21    | 80 a 84 | 34    |
| 25    | 75 a 79 | 17    |
| 42    | 70 a 74 | 63    |
| 46    | 65 a 69 | 44    |
| 28    | 60 a 64 | 39    |
| 24    | 55 a 59 | 24    |
| 61    | 50 a 54 | 34    |
| 83    | 45 a 49 | 64    |
| 66    | 40 a 44 | 73    |
| 78    | 35 a 39 | 58    |
| 77    | 30 a 34 | 65    |
| 74    | 25 a 29 | 84    |
| 27    | 20 a 24 | 59    |
| 68    | 15 a 19 | 71    |
| 53    | 10 a 14 | 55    |
| 63    | 5 a 9   | 89    |
| 72    | 0 a 4   | 82    |

## Economia
El 2007 la població en edat de treballar era de 1.236 persones, 986 eren actives i 250 eren inactives. De les 986 persones actives 924 estaven ocupades (511 homes i 413 dones) i 62 estaven aturades (22 homes i 40 dones). De les 250 persones inactives 80 estaven jubilades, 70 estaven estudiant i 100 estaven classificades com a «altres inactius».

### Ingressos
El 2009 a Patay hi havia 842 unitats fiscals que integraven 2.039,5 persones, la mediana anual d'ingressos fiscals per persona era de 17.480 €.

### Activitats econòmiques
Dels 96 establiments que hi havia el 2007, 2 eren d'empreses extractives, 3 d'empreses alimentàries, 2 d'empreses de fabricació de material elèctric, 3 d'empreses de fabricació d'altres productes industrials, 9 d'empreses de construcció, 22 d'empreses de comerç i reparació d'automòbils, 6 d'empreses de transport, 6 d'empreses d'hostatgeria i restauració, 1 d'una empresa d'informació i comunicació, 6 d'empreses financeres, 6 d'empreses immobiliàries, 8 d'empreses de serveis, 17 d'entitats de l'administració pública i 5 d'empreses classificades com a «altres activitats de serveis».
Dels 26 establiments de servei als particulars que hi havia el 2009, 1 era una oficina d'administració d'Hisenda pública, 1 gendarmeria, 1 oficina de correu, 4 oficines bancàries, 2 tallers de reparació d'automòbils i de material agrícola, 1 taller d'inspecció tècnica de vehicles, 1 autoescola, 1 paleta, 1 guixaire pintor, 1 fusteria, 2 lampisteries, 2 electricistes, 1 empresa de construcció, 2 perruqueries, 2 restaurants, 2 agències immobiliàries i 1 saló de bellesa.
Dels 10 establiments comercials que hi havia el 2009, 1 era un hipermercat, 1 un supermercat, 1 una botiga de més de 120 m², 2 fleques, 1 una fleca, 1 una peixateria, 1 una llibreria, 1 una botiga d'equipament de la llar i 1 una joieria.
L'any 2000 a Patay hi havia 16 explotacions agrícoles.

## Equipaments sanitaris i escolars
El 2009 hi havia 1 farmàcia i 1 ambulància.
El 2009 hi havia 1 escola maternal i 2 escoles elementals. Patay disposava d'un col·legi d'educació secundària amb 432 alumnes.

## Poblacions més properes
El següent diagrama mostra les poblacions més properes.